# Паметник на незнайния юнак (Авала)
Паметникът на незнайния войн, преименуван на Паметник на незнайния герой, е монумент, изграден по времето на Кралство Югославия на мястото на средновековния град Жърнов на възвишението Авала южно от Белград.
Изграден е през [ериода 1934 - 1938 година. Автор на паметника е хърватинът Иван Мещрович. Изграждането му е замислено от крал Александър Караджорджевич като паметник на падналите в Първата световна война. След убийството на югославския крал при Марсилския атентат и изменената международна обстановка в Европа в навечерието на Втората световна война югославското ръководство решава паметникът да се посвети на незнайния юнак, като се включат и жертвите от Балканските войни.
Според Тихомир Павлов паметникът е от серията сръбски мегаломански монументи (редом с т.нар. Сръбска Шипка – виж Косово поле), кичовски наподобяващи древни образци от Асирия, Вавилон, Персия и Египет в търсене на сръбската (югославската) идентичност.
Монументът има 8 скулптури, символизиращи народите на Югославия:
- Шумадийка, т.е. Сръбкиня;
- Войводянка;
- Черногорка;
- Босанкa;
- Далматинка;
- Хърватка, загорка от областта Загоре, Северозападна Хърватия[2];
- Словенка;
- Южносръбкиня, за жителите на Вардарска Македония в рамките на Югославия.